# 抽动
抽动（英語：tic，tics）是一种突发、重复的不随意运动（motor movement）或发声（vocalization），其无节律性且涉及某范围独立的肌肉群。抽动通常快速且短暂，且可能类似于正常的行为特征或手势。
抽动对观察者来说可能无法察觉，比如腹部紧张或脚趾嘎吱作响。眨眼和清嗓，分别是常见的运动性抽动和语音抽动。
抽动必须与舞蹈症、肌张力障碍和肌阵挛等疾病的不随意动作区别；以及与强迫症的强迫行为和癫痫发作活动、刻板运动障碍或自闭症表现出的动作（即自我刺激，stimming）作鉴别。

## 抽动分类
医学术语“抽动”大多分为运动性抽动和发声性抽动。前者是头面部、颈、肩、躯干、四肢肌肉不自主、突发、快速收缩运动；后者是口鼻、咽喉及呼吸肌群的收缩，其造成的气流而发声。然而，有时二者不易分清，甚至有感觉性抽动（sensory tics），即在前二者发作之前有身体局部不适感，或被认为是先兆症状（前驱症状）。

## 症狀分類

### 運動型抽動
運動型抽動有時候又叫作動作型抽動，可以分成簡單與複雜两种。

#### 簡單運動型抽動
常見的例子像是：眨眼睛、扭動鼻子，咬嘴唇、將脖子用力後仰等等。包括但不限於快速的抽動身體的某一部位等。

#### 複雜運動型抽動
持續較久的動作組合，與強迫症有所關聯。例如：四處碰物體或他人、上下或左右轉動眼珠、或強迫自己用特定節奏完成某項身體動作等。關於寫字的抽动則包括：重複寫某個字、寫字時一再放下筆中斷再來、撕課本或紙。此外，還可能做出猥褻不雅的動作或模仿別人的動作等。複雜動作型的抽动可能會影響學校課業表現，患者可能上課時一直瞪著簿子發呆，或一直寫同一個字。

### 聲音型抽動
聲音型抽動亦可分成簡單與複雜型。

#### 簡單聲音型抽動
快速的發出沒有意義的聲響或噪音。例如：清喉嚨、咳嗽聲、吹口哨、咯咯聲、尖叫聲、像狗叫的聲音、像豬呼嚕的聲音或吸吮聲等。

#### 複雜聲語型抽動
突然的、短暫的發出一些較有意義的詞彙，可能是一個音節或慣用語，會突然改變自己說話的音調、音量、速度、節奏、重複自己說過或別人剛才說過的話（模仿言語）。此外，患者也有可能會不由自主地口出穢言（穢語症）。

## 延伸閱讀
- Black, Kevin J. . 2023-06-13  [2025-03-07]. （原始内容存档于2018-05-25）.
- Evidente, G. H. . PostGraduate Medicine Online.   [2025-03-07]. （原始内容存档于2008-07-31）.
- Swerdlow, Neal R. . Current Neurology and Neuroscience Reports. 2005-10, 5 (5): 329-331. ISSN 1528-4042. PMID 16131414. doi:10.1007/s11910-005-0054-8 （英语）.
- The Tourette Syndrome Classification Study Group. . Archives of Neurology. 1993-10-01, 50 (10): 1013-1016  [2025-03-07]. ISSN 0003-9942. PMID 8215958. doi:10.1001/archneur.1993.00540100012008. （原始内容存档于2016-09-17） （英语）.